# Cistellaria
Cistellaria es una comedia del autor latino Plauto. En latín, cistella significa cesta, por lo que podemos traducir el título original como La cestita, la Comedia de la cestita, La comedia de la arquilla, La cestera o La de la cesta. 
Se trata de la típica comedia de reconocimiento, en la que el personaje principal, en este caso la meretriz Selenio, es abandonada al nacer, pero es reconocida por sus familiares ya de adulta, gracias a un objeto que la identifica, en esta ocasión la cistella que da título a la pieza. 
Tampoco faltan en la obra otros elementos típicos del género, como la intriga romantica y los placeres carnales antes del matrimonio. No obstante, a pesar de todos estos elementos, tan comunes de la comedia de Plauto, se trata de una de las obras más serias del autor, y también parece ser una de las más apegadas al original griego en el que se basa. En efecto, en ella faltan algunos de los elementos cómicos y bufonescos característicos de Plauto, si bien tampoco hay que descartar que se dieran en alguno de los fragmentos que no se nos han transmitido, habida cuenta del estado fragmentario en que se nos ha conservado el texto. Teniendo en cuenta el apego al original griego, la falta de elementos bufonescos y la escasez de cantica, es muy posible que se trate de una de las primeras piezas compuestas por Plauto. Esta tesis, además, parece quedar corroborada por el final del prólogo pronunciado por el dios Auxilio (versos 199-202), en el cual podría estar aludiéndose a la situación militar existente en los últimos años de la segunda guerra púnica, poco antes de la victoria de Zama del año 202 a. C.

## Localización
La obra transcurre en la ciudad griega de Sición, delante de la casa de Selenio, alquilada por Alcesimarco, y la casa de Demifón.

## Personajes
Véase Personajes comunes de la comedia romana
Véase Personajes típicos de la comedia plautina
- La meretriz SELENIO (SELENIVM MERETRIX).

- La meretriz GIMNASIO[4] (GYMNASIVM MERETRIX).

- Una LENONA[5] (LENA): madre de Gimnasio.

- El dios AUXILIO (AVXILIVM DEVS).

- El joven ALCESIMARCO (ALCESIMARCHVS ADVLESCENS).

- Un ESCLAVO[6] (SERVVS)

- Un VIEJO (SENEX).

- El esclavo LAMPADIÓN[7] (LAMPADIO SERVVS).

- La lenona MELÉNIDE[8] (MELAENIS LENA): supuesta madre de Selenio.

- La matrona[9] FANÓSTRATA (PHANOSTRATA MATRONA): la auténtica madre de Selenio, y ama de Lampadión.

- La sierva HALISCA (HALISCA ANCILLA ): esclava de Melénide.

- El viejo DEMIFÓN (DEMIPHO SENEX ).

## Argumento
Alcesimarco y Selenio son dos jóvenes que se aman. Sin embargo, el padre de Alcesimarco no aprueba esa relación, ya que todos creen que Selenio es hija de la proxeneta Melénide. El padre de Alcesimarco prefiere que su hijo se case con la hija de Demifón, un viejo y rico vecino suyo. Al final, tras una serie de divertidas peripecias, se descubre que Selenio no es hija de Melénide, sino del mismísimo Demifón, con lo cual los dos jóvenes podrán casarse.

## Influjo posterior
La Cistellaria ha influido en la trama de obras como Gli Incantesimi, de Giovanni Maria Cecchi (publicado en prosa en 1550, y en verso en 1585).